# 米夏埃尔·塔尔纳特
米夏埃尔·塔尔纳特（德語：Michael Tarnat，1969年10月27日—），德国前男子足球运动员，场上位置是后卫。他曾代表德国国家队参加1998年国际足联世界杯，结果队伍止步八强。